# 2001 في تشيلي
فيما يلي قوائم الأحداث التي وقعت خلال عام 2001 في تشيلي.

## رياضة
- 1 يناير – الدوري التشيلي لكرة القدم 2001 الفائز سانتياغو واندررز.

## مواليد

### يناير
- 1 يناير – فالنتينا موريرا

### مارس
- 30 مارس – فالنتينا دياز لاعبة كرة قدم تشيلية.

## وفيات

### يناير
- 2 يناير – سانتوس تشافيز (مواليد 1934)

### مارس
- 1 مارس – إستر كوساني (مواليد 1914) كاتبة تشيلية.

### أبريل
- 7 أبريل – إسكندر الهلسا (مواليد 1923) محامي تشيلي.

### مايو
- 28 مايو – فرانسيسكو فاريلا (مواليد 1946)

### يونيو
- 22 يونيو – مانويل ليديسما (مواليد 1920) لاعب كرة سلة تشيلي.

### سبتمبر
- 6 سبتمبر – فيكتور ماهانا (مواليد 1922) لاعب كرة سلة تشيلي.